# Носівська станція юних техніків
Станція юних техніків Носівської міської ради Чернігівської області (Носівська СЮТ) — колишній науково-технічний заклад позашкільної освіти у м. Носівка. Існувала з 1972 по 2020 рік. (Носівська СЮТ) — колишній науково-технічний заклад позашкільної освіти у м. Носівка Чернігівської області. Фактично припинений  — реорганізований у Комунальний заклад "Центр дитячої та юнацької творчості" Носівської міської ради Чернігівської області.

## Загальна інформація
Станом на жовтень 2011 року на станції навчалися 613 гуртківців віком від 5 до 18 років з понад 20 напрямків.
Заняття проводилися у власному корпусі, школах міста, дитячих садках, а також на базах шкіл району, за місцем проживання дітей.
Навчально-виховний процес забезпечували 24 педагоги.
Радіостанція Носівської СЮТ була відома в Україні, Радянському Союзі і за його межами. Записи кличних сигналів з поліської Носівки є в апаратних журналах тисяч радіоаматорів в понад 200 країнах світу. Про успіхи юних радистів з Носівки писали газети «Комсомольская правда», «Советский патриот», «Молодь України», «Радянська освіта», «Патріот Батьківщини», журнали «Радіо», «Знання та праця», інші видання.
Перемоги найвищих ґатунків мали авіамоделісти станції юних техніків.
Загалом вихованці Носівської СЮТ неодноразово перемагали у Всесоюзних та Всеукраїнських змаганнях і чемпіонатах. Є чемпіони СРСР та України, десятки школярів — чемпіони області. Впродовж 40-річної діяльності політехнічну підготовку у творчих об'єднаннях отримали близько 14 тисяч школярів Носівщини.
Попередня назва — Носівська районна станція юних техніків.

## Ключові особи
- Кияниця Василь Васильович (1950—2023) — директор СЮТ, майстер спорту СРСР, суддя всесоюзної категорії, відмінник освіти УРСР та України[1].

## Історія
Станцію юних техників було відкрито 1972 року в приміщенні Носівського районного відділу освіти. У 1973 році станція отримала окремий клас в Носівській школі № 1, а з 1976 року для неї було надане приміщення колишньої початкової школи № 6, яке колективом СЮТ було пристосоване під роботу гуртків.
У 1974 році при СЮТ створена аматорська радіостанція колективного користування, навколо якої об'єдналася учнівська молодь міста з числа тих, хто захоплювався радіоаматорством. Друга мета відкриття радіостанції колективного користування — залучення до організованого радіоаматорства учнів-радіохуліганів. Поступове оснащення обладнанням, антенним господарством, зміцнення тренерської роботи вивели радіостанцію Носівської СЮТ на провідні позиції в області, Україні і за її межами. Згідно з даними апаратних журналів, записи кличних сигналів з поліської Носівки з'явились в апаратних журналах тисяч радіоаматорів з понад 200 країн світу. Були отримані найпрестижніші нагороди, серед яких диплом федерації радіоспорту СРСР «Р150С» за встановлення радіозв'язків зі 150 країнами світу, диплом Міжнародного союзу радіо-електрозв'язку (IARU), дипломи десятків зарубіжних радіоспортивних організацій.
Добре поставлена в Носівці робота з розвитку радіоаматорства привернула увагу Міністерства освіти УРСР. У 1976 році на базі Носівської СЮТ Міністерством освіти УРСР та Центральною СЮТ (нині — Український державний центр позашкільної освіти) був проведений семінар для директорів обласних станцій юних техніків України. Досвід Носівської станції юних техників по профілактиці радіохуліганства шляхом залучення школярів до організованого радіоаматорства був опублікований у журналі «Радіо».
|                                                                 | «Далеко не на каждой административной карте нашей страны можно отыскать один из райцентров Полесья — Носовку. Да и жителей там не так-то много. Но если бы пришлось составлять карту Черниговской области с учетом количества подростков, увлеченных здесь радиоспортом, Носовку пришлось бы выделить особо. — Мысль о создании клуба юных радиолюбителей, — рассказывает директор Носовской станции юных техников В. В. Кияница, — впервые возникла после очередного прослушивания эфира не средних волнах, где среди работающих без разрешения, как стало потом известно, оказалось немало школьников. Захотелось как-то помочь оступившимся ребятам, попытаться вовлечь их в организованный радиоспорт. В поисках поддержки обратился в районный отдел народного образования. Заведующая З. Харченко горячо одобрила предложение начать работу с подростками, интересующимися радио, на станции юных техников…» |
| — Ф. Габдрахманов, В небольшом городке // Радіо. — 1980. — № 8. | |

До роботи з юними радистами було залучено військового радиста Олександра Коросташивця, який очолив підготовку юних телеграфістів. Згодом його вихованці Сергій Микула, Лариса Рогова, Ігор Пузанов стають переможцями республіканських змагань.
З 1981 року в Носівській СЮТ створюється секція спортивної радіопеленгації ("Полювання на «лисиць»). Її очолює Володимир Зеленяк, вихованець СЮТ. Перші перемоги обласного рівня юні пеленгатори почали здобувати з 1982—1983 р.р. З 1984 року і до розвалу СРСР Носівські юні пеленгатори були найсильнішими в області, щороку займаючи всі перші місця обласних чемпіонатів і змагань. Впродовж цих років збірна Чернігівської області для участі в республіканських змаганнях формувалась виключно з носівських СЮТівців.
З 1986 року в Носівській СЮТ розвивається радіотриборство. Кандидатами у майстри спорту стали Олександр Глушко, Борис Приходько, Тетяна Ющенко, Сергій Красун та ін. А їх тренери В. Кияниця та В. Зеленяк, виступаючи зі своїми вихованцями в одній команді, — майстрами спорту СРСР.

Грамота федерації радіоспорту СРСР та Центрального радіоклубу СРСР за підготовку В. Кияницею збірної команди України, яка перемогла у Всесоюзній першості 1978 року

З ростом майстерності носівських радіоспортсменів відбувався і ріст фаховості тренерів, яких, наприкінці 70-х і впродовж 80-х років, все частіше почали залучати до підготовки збірних команд Чернігівської області для участі у республіканских змаганнях, які готувались на базі Носівської СЮТ. Серед тренерів найвищої майстерності досяг директор СЮТ В. Кияниця, якому неодноразово доручалась підготовка збірних команд України до участі у Всесоюзних змаганнях та Чемпіонатах СРСР, організованих Міністерством освіти УРСР та СРСР, а також ЦК ДТСААФ. У 1978 році підготовлена В. Кияницею збірна УРСР з радіоспорту зайняла перше місце на IV-й Першості СРСР серед школярів і дитячо-юнацьких спортивних шкіл, а деякі вихованці Носівської СЮТ — Лідія Осадча, Володимир Зеленяк, Борис Приходько і Олександра Головач — стали Чемпіонами СРСР серед школярів.
Юні носівчани були постійними учасниками всесоюзних змагань з радіозв'язку, займаючи у них провідні позиції. Так у 1987 році команда у складі С. Красуна, В. Проценка та Б. Приходька у всесоюзних змаганнях «Піонерський ефір», організованих газетою «Комсомольская правда», посіла перше місце. Наступного року інший вихованець Носівської СЮТ — Василь Хиленко, якого підготувала молода тренер Т. Зеленяк, зайняв третє місце у всесоюзних піонерських змаганнях з радіоспорту, які відбулись у всесоюзному піонерському таборі «Артек».

У 1980 році на базі Носівської СЮТ створюється відділення колегії суддів з військово-технічних видів спорту. За роки її функціонування підготовлено 12 суддів першої категорії і десятки масових категорій.
У 1984 році постановою федерацій ВТВС (військово-технічних видів спорту) та федерації радіоспорту України № 536 В. Кияниці присвоюється звання «Суддя республіканської категорії», а в 1990 році (28.02.1990) за зразкове проведення чемпіонатів і першостей СРСР як головний суддя, рішенням Державного комітету СРСР з фізичної культури та спорту йому присвоюється звання «Суддя всесоюзної категорії» (нині — національний суддя зі спорту ). У цьому ж році В. Кияниця входить до списку 10-ти найкращих суддів СРСР.
У Чернігівській області носівським радіоспортсменам не було рівних. Неодноразові перемоги здобували Л. Якушенко, С. Кузьменко, Т. Ющенко, С. Красун, а у спортивній пеленгації («Полюванні на лисиць») — Б. Приходько, В. Проценко, Л. Іванова, Г. Бидлой, О. Глушко, К. Буцан, Н. Шульга, Е. Шмигорська та багато інших.
Паралельно з розвитком радіоспорту в СЮТ развивались гуртки аматорського радіоконструювання, електроніки. Вироби радіоелектронного спрямування, виготовлені під керівництвом відмінника освіти України С. Г. Зеленяка, демонструвалися на виставках найвищих рівнів, і неодноразово відзначалися нагородами виставок досягнень народного господарства (ВДНГ) України, а сам Сергій Григорович ставав лауреатом виставки досягнень народного господарства СРСР з врученням відповідних медалей.
Результативно діяли в СЮТ гуртки авіамоделізму під керівництвом Г. Ф. Солошенка, та братів Віктора і Олександра Ювенків. Починаючи з 70-х їх вихованці регулярно перемагали на змаганнях обласного, республіканського і міжнародних рівнів.
Впродовж 80-х — 90-х років Носівська СЮТ стала відомою за межами Чернігівщини. На її базі формуються обласні збірні команди з авіамодельного і радіоспорту. Підготовлені в Носівці спортсмени регулярно здобувають призові місця на обласних, республіканських і всесоюзних змаганнях, а 4 її вихованці ї тренери (Василь Кияниця, Володимир Зеленяк, Сергій Микула, Олександр Ювенко) стали майстрами спорту СРСР, 2 (Віктор та Василь Ювенки) — майстрами спорту України Носівський район.
Зростала й тренерська школа, до якої вливались «доморощені кадри» — Володимир і Тетяна Зеленяки, Сергій Микула, Олександр Ювенко, Михайло Ігнатенко. Її найкращі фахівці, зокрема директор В. Кияниця залучались до розробки керівних документів про позашкільні заклади, програм, методичних рекомендацій, тощо. Це був найрезультативніший період в роботі установи і її колективу.

Обкладинка збірника з програмою роботи гуртка юних операторів колективної радіостанції, розробленою В. Кияницею

У ці роки про Носівську СЮТ і юних радистів з Носівки писали місцеві, обласні, республіканські та союзні видання: «Деснянська правда», «Комсомольський гарт», Молодь України, «Радянська освіта», «Патріот Батьківщини», «Знання та праця»[джерело?], «Советский патриот» та інші видання.

Значному стрибку у покращанні спортивних результатів юних радистів з Носівки в змаганнях і першостях найвищих рівнів сприяли високоефективні поворотні короткохвильові антени, які за своїми характеристиками значно вивищували можливості колективної радіостанції СЮТ. Вони були споруджені в 1985—1986 рр. Характеристики антени: розмах вібраторів — 20 х 20 метрів, висота бетонної щогли — 17,5 метра, поворотний пристрій з двигуном і азимутальним обладнанням (на якому встановлені вібратори) — 360 кг. Загальна вага антен з щоглою понад 6 т. Змонтовані на робочій висоті у серпні 1986 року керівниками гуртків Василем Кияницею, Сергієм і Володимиром Зеленяками. У спорудженні «наземну» допомогу надали тодішні головний інженер райвузла зв'язку В. М. Сірик (матеріали), начальник РЕМ І. З. Куценок (бетонна щогла, автокрани, автовишка), І. П. Висотков, (сприяння у придбанні поворотних редукторів), В. Г. Кубрак та А. Т. Дяченко (наземні і висотні зварювально-монтажні роботи).

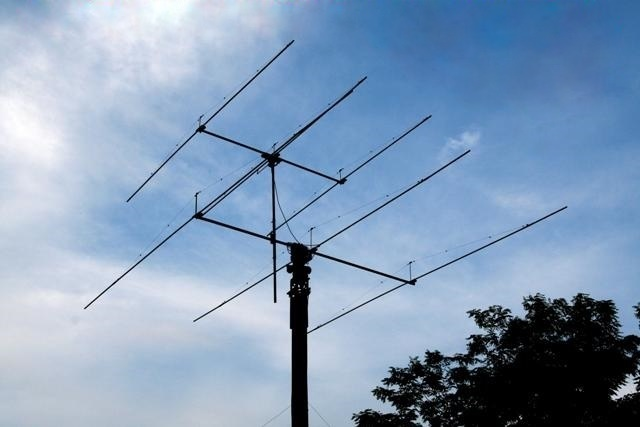
Гордість СЮТ — антени колективної радіостанції UK5RAI-UB4RWW

Подібних аматорських антен в Україні на той час було не більше десяти — Київський політехнічний інститут, Донецький і Сімферопольський обкоми ДТСААФ, Луганськ, Харків, Черкаси). Однак в усіх їх подібні антени встановлювались на пласких дахах висотних будівель, що спрощувало їх спорудження і обслуговування, а в Носівці — на бетонній щоглі.
Загалом юним технікам постійно допомагали місцеві сільськогосподарські та промислові підприємства. Так, Носівська районна станція юних техніків мала велику філію при БК Носівського цукрового заводу, яку утримував завод. Гуртки практично ні в чому не мали потреби завдяки турботі Михайла Васильовича Заболотного, Григорія Миколайовича Шерстюка, Віталія Андрійовича Макухи та інших небайдужих людей.
У 1991 році, внаслідок суспільних процесів у державі, в СЮТ відбулось звільнення працівників, у результаті якого залишились лише директор В. В. Кияниця та методист В. К. Безпала. Для виживання і відродження, було вирішено створювати гуртки СЮТ на базі шкіл району. В цей час керівниками гуртків працювали Й. Пероганич, І. Пузанова, Л. Руденко та В. Мужченко.
З середини першого десятиліття з початком комп'ютерізації шкіл, СЮТ почала співпрацювати зі школами з метою створення комп'ютерних гуртків, керівниками яких стали С. Зеленяк, Ю. Ляшко, В. Шейко, І. Гавриленко, В. Пуха, В. Левченко, Я. Гальченко, В. Бувайлик, Ю. Кириленко та А. Утва.
З приходом Ольги Довбиш були організовані гуртки з фітодизайну, оригамі та паперопластики. На базі Носівської школи № 2 відкрито студію «Жовтий папуга», де, крім занять з дітьми, проводяться майстер-класи для батьків, семінари для керівників гуртків інших шкіл району. Новий методист СЮТ Надія Довбиш пожвавила методичну роботу на станції та в районі. Методичні розробки керівників гуртків Носівської СЮТ регулярно стали визнаватись серед найкращих в області.

## Сьогодення
На сьогодні Носівська СЮТ регулярно організовує і проводить районні змагання з технічного моделювання молодших школярів, фітодизайну. Проводиться щорічний районний очний конкурс з WEB-дизайну та комп'ютерного малюнка, фотоконкурс. На змагання і очні конкурси прибувають не менш як по десять-дванадцять шкільних команд. Проводяться щорічні виставки технічної творчості та декоративно-ужикового мистецтва у яких беруть участь всї навчальні заклади Носівського району.
42 гуртки Носівської СЮТ відвідують 613 учнів. Гуртки працюють майже у всіх школах району. Така «розкриданість» гуртків є єдиним варіантом збереження повноцінної позашкільної роботи в умовах відсутності централізованого матеріального забезпечення і зношеності навчального обладнання в базовому приміщенні.
У базовому приміщенні нині сконцентровано результати позашкільної роботи всього району: виставковий зал, методичний кабінет, технічна лабораторія, радіостанція. Є «Українська світлиця», формуються технічна бібліотека і політехнічний музей. Зі встановленням два роки тому сучасного енергоощадливого опалення до базового приміщення повертаються колишні гуртки. У 2011 році Носівська районна станція юних техніків успішно пройшла державну атестацію на надання освітніх послуг до 2021 року (свід-во № 006538 від 05.05.2011).

## Визначні керівники гуртків
Від часу створення Носівської СЮТ у 1972 році керівниками її гуртків, студій та інших творчих об'єднань, працювали понад сто осіб. Нижче подаються списки педагогів, роботи юних техніків під керівництвом яких, або вихованці яких були переможцями обласних і призерами Всеукраїнських (республіканських) виставок, змагань, конкурсів:
- В. В. Кияниця — директор станції з 1972 по теперішній час. Керівник гуртків радіоспортивного спрямування, начальник дитячої колективної радіостанції (кличні знаки UK5RAI, UB4RWW, RR5RAI, EM7BRN, RY1R), гуртків загального конструювання, радіоелектроніки і фото.

### 1970-ті
- Репета Петро Євгенович — керівник гуртків «Умілі руки», «Юний технік».
- Солошенко Григорій Федорович — керівник авіа та ракетомодельних гуртків.
- Федченко Дмитро Іванович — керівник авіамодельних гуртків, «Юний столяр».
- Гавриленко Борис Ілларіонович — керівник радіогуртків.
- Барановський Борис Віталійович — керівник гуртків літальних апаратів.
- Голець Петро Полікарпович — керівник гуртка «Юний конструктор»

### 1980—1990-ті
- Волинський Анатолій Прокопович — керівник гуртків електроніки та автоматики.
- Кришталь Анатолій Іванович — керівник гуртка «Юний кінооператор».
- Власенко Петро Михайлович — керівник судномодельних гуртків.
- Куц Михайло Григорович — керівник столярних гуртків.
- Макаренко Михайло Миколайович — керівник гуртків моделювання, пізніше — гуртка ЕОМ.
- Могильний Михайло Григорович — керівник фізико-технічних гуртків.
- Захарчук Антон Гаврилович — керівник гуртків моделювання сільгосптехніки.
- Алексєєв Валентин Іванович — керівник автомодельних гуртків.
- Ляшенко Михайло Прокопович — керівник радіоконструкторського гуртка.
- Веременко Олександр Григорович — керівник радіоконструкторських та фотогуртків.
- Коросташивець Олександр Іванович — керівник гуртків радіотелеграфії.
- Шевченко Михайло Михайлович — керівник гуртків художньої різьби по дереву та фото.
- Розум Василь Васильович — керівник фотостудії «Юність».
- Ювенко Віктор Васильвич — керівник авіа та ракетомодельних гуртків.
- Зеленяк Володимир Вікторович — керівник радіоспортивних гуртків.
- Зеленяк Сергій Григорович — керівник радіоконструкторських та радіоелектронних гуртків.
- Ігнатенко Михайло Григорович — керівник авіамодельних гуртків.
- Микула Сергій Михайлович — керівник гуртків радіобагатоборства.
- Ювенко Олександр Васильович — керівник авіамодельних гуртків та гуртків картингістів.
- Зеленяк (Ющенко) Тетяна Володимирівна — керівник гуртків спортивної радіотелеграфії.
- Безпала Валентина Костянтинівна — методист СЮТ (1972—2002 рр.), керівник гуртків технічного моделювання молодших школярів.

### 2000-ні
- Пероганич Йосип Юрійович — керівник гуртків моделювання і технічного дизайну.
- Довбиш Ольга Федорівна — керівник гуртків ПТММШ, фітодизайну, студії оригамі «Жовтий папуга».
- Пузанова Ірина Михайлівна — керівник гуртків ТММШ,
- Кащенко Олександр Михайлович — керівник гуртків автотрасового моделювання, столярної справи.
- Мужченко Валентина Михайлівна — керівник гуртків моделювання молодших школярів,
- Василенко Любов Василівна — керівник гуртків «Природа і фантазія»,
- Гавриленко Ігор Борисович — керівник гуртків користувачів ПК,
- Кривець Михайло Михайлович — керівник кіностудії «Юність»,
- Кириленко Юлія Володимирівна — керівник гуртків користувачів ПК,
- Фесенко Любов Федорівна — керівник гуртків технологій швейного виробництва,
- Утва Алла Анатоліївна — керівник гуртків основ інформаційних технологій,
- Ріпа Ірина Вікторівна — керівник гуртків паперопластики,
- Лисенко Тетяна Валентинівна — виготовлення сувенірів.
- Довбиш Надія Олександрівна — методист СЮТ з 2002 р., керівник гуртків технічного моделювання молодших школярів, паперопластики.

## Галерея нагород

Нагорода з Франції
Нагорода з Великої Британії
Нагорода з Японії
Нагорода з Німеччини
Нагорода з Фінляндії
Нагорода з Мальти
Нагорода за встановлений зв'язок зі 150 країнами світу
Нагорода від Міжнародного союзу радіо-електрозв'язку (IARU)
Нагороди носівських юних техніків зі змагань різних рангів